# El Caney (Santiago de Cuba)
El Poblado de El Caney (antiguamente San Luis del Caney), o simplemente El Caney, es una localidad en el municipio de Santiago de Cuba, en el sureste de la isla de Cuba. Es conocido por la batalla de El Caney (1898) y por su producción de mangos.

## Historia

### Origen
El Caney fue en origen una zona poblada por taínos, una de las comunidades indígenas mayoritarias de la isla. El cacique local solicitó una ermita y un cura a la Iglesia en Santiago, fundada veinticuatro años antes. Según ciertos documentos propiedad del Arzobispado de Santiago de Cuba, la ermita se consagró a San Luis y se fundó el 19 de agosto de 1539. El pueblo de San Luis de los Caneyes. Según Bartolomé de las Casas, caney hace referencia en lengua taína a una casa grande de un señor o cacique. Los indios del poblado fueron encomendados de proteger las costas de la bahía de Santiago hasta Baconao. También se dedicaban a la agricultura y la producción de cerámicas.
Un libro de 1852 define al Caney como un arrabal de Santiago de Cuba. En 1873 se inauguró el Casino Español, convirtiendo el poblado en un lugar donde las grandes familias santiagueras acudían a reunirse.

### Guerra hispano-estadounidense
El Caney es conocido por su papel en la Guerra hispano-estadounidense de 1898. El 1 de julio, una división estadounidense de 6500 hombres, comandada por Henry W. Lawton, atacó las fortificaciones en El Caney. Sin embargo, la defensa local de 520 hombres, liderada por el general Joaquín Vara de Rey, consiguió rechazar el ataque.

### SigloXX
El mango fue introducido en 1902 por el español José Burgos en su finca La Campana. También se plantan zapotes, mameyes, guayabas, etc. Para 1939 contaba con una población de 23 192 habitantes y 168 fincas cafetaleras. En sus montañas también cuenta con yacimientos de hierro, manganeso y cromo.

## Personas ilustres
- Manuel Fernández Silvestre (1871-1921), general español, derrotado y muerto en Annual.
- Lorenzo Hierrezuelo (1907-1993), músico de trova cubana.